# Ludwig Philipp Christian von Türcke
Ludwig Philipp Christian von Türcke, auch Ludwig Philipp Christian von Türk (* 14. Juni 1772 in Meiningen; † 26. März 1829 ebenda), war ein deutscher Jurist.

## Familie
Ludwig Philipp Christian von Türcke wurde als Sohn des Otto Philipp von Türcke (* 29. Februar 1728; † 26. Dezember 1797), Geheimer Rat, Oberhofmarschall und Kammerpräsident sowie dessen Ehefrau Louise Caroline (* unbekannt; † 1780), geborene Freiin von Bibra aus dem Haus Irmelshausen, geboren. Seine Geschwister waren:
- Amalius Heinrich Friedrich Christian von Türcke (20. August 1768, † 16. November 1846), Oberkammerherr und Oberst;
- Wilhelm von Türk;
- Ferdinand Friedrich Christian von Türcke (* 1777; † unbekannt);
- Ludwig Karl Christian von Türcke (* 1779; † unbekannt);
- Friederike, verwitwete Freifrau von Speßhardt.

Ludwig Philipp Christian von Türcke heiratete 1802 Friederike Auguste, eine Tochter des Johann Karl August von Uttenhoven, Geheimrat und Kanzler in Meiningen; gemeinsam hatten sie zehn Kinder, von denen ihn sieben überlebten, hierzu gehörte auch sein Sohn
- Johann Karl August Freiherr von Türcke (* 31. März 1817; † 1884), Kammerherr, Regierungsrat und Universitätskurator.

## Erziehung und Studium
Aufgrund des Todes seiner Mutter wurde Ludwig Philipp Christian von Türcke ab 1779 im Haus des Ministers Franz Eckbrecht Freiherr von Dürckheim (1729–1807) erzogen. Am 1. Mai 1790 ging er, gemeinsam mit dem Grafen Karl Friedrich Johann Eckbrecht von Dürckheim (1770–1836), dem späteren Vater von Ferdinand Eckbrecht von Dürckheim-Montmartin, an die Universität Jena und beendete dort sein Studium der Rechtswissenschaften 1792 erfolgreich. Nachdem er nach Meiningen zurückgekehrt war, wohnte er im Haus seines Onkels, Oberst von Bibra.

## Laufbahn
Im September 1789 erfolgte seine Ernennung zum Hofjunker durch Herzog Georg I. Im November 1791 erhielt er das Dekret als Regierungsassessor und wurde als solcher 1792 eingeführt. Im Oktober 1793 erfolgte die Beförderung zum Kammerjunker. Im März 1797 wurde er zum Regierungsrat ernannt und im Januar 1798 von der Herzogin Charlotte von Sachsen-Meiningen zum Hofkavalier befördert. Im Juni 1800 ernannte ihn Herzog Georg I. zum Konsistorialrat und im Februar 1809 beförderte Herzogin Louise Eleonore zu Hohenlohe-Langenburg ihn zum Geheimen Regierungsrat.
Als 1816 das gemeinsame Oberappellationsgericht der ernestinischen Länder gegründet wurde, hatte Ludwig Philipp Christian von Türcke hieran einen maßgeblichen Anteil.
Im Februar 1819 wurde er zum Vizepräsidenten des Konsistoriums ernannt und Herzog Bernhard II. beförderte ihn am 11. August 1822 zum Wirklichen Präsidenten seines Kollegiums und zum Konsistorialpräsidenten. 1827 erfolgte die Auszeichnung zum Geheimrat. Im November 1828 wurde von Türcke zum Oberlandesgerichtspräsidenten ernannt, nachdem dieses Gericht 1823 als oberes Gericht und Justizverwaltungsbehörde errichtet worden war und damit die Aufgaben der Rechtspflege und der richterlichen Tätigkeit wahrnahm, die bis dahin vornehmlich der Regierung und der Kammer oblegen hatten. Seit dem Jahre 1829 war das Oberlandesgericht für den Gesamtstaat Sachsen-Meiningen zuständig und wurde, ebenso wie das Konsistorium, nach Hildburghausen verlegt. Am 9. Februar 1829 wurde Ludwig Philipp Christian von Türcke zum Präsidenten der beiden verlegten Behörden ernannt, allerdings verstarb er unmittelbar vor seinem Dienstantritt.